# 앨릭스 디미노어

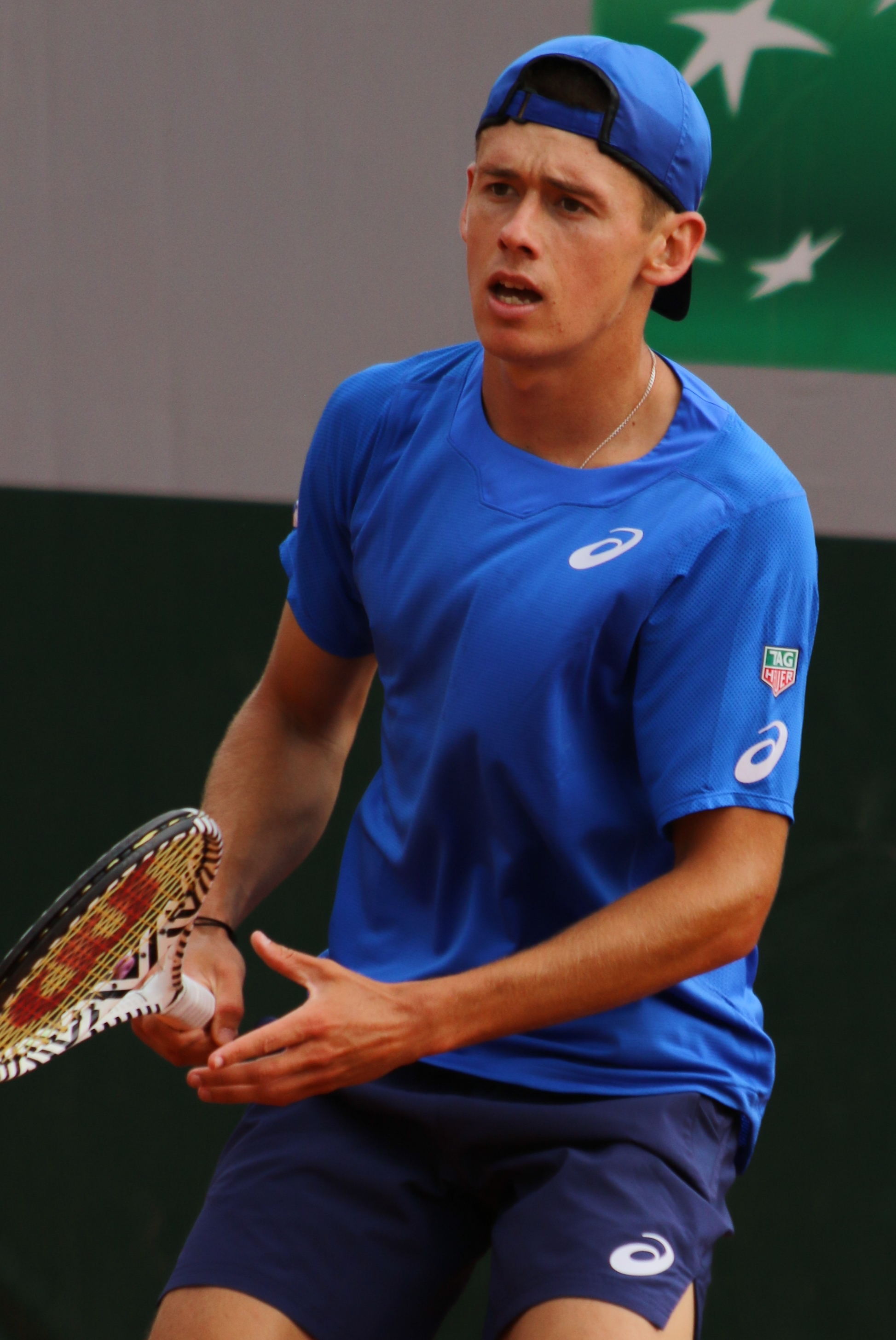
2019년 프랑스 오픈에서

앨릭스 디미노어(영어: Alex de Minaur, 1999년 2월 17일 ~ )는 오스트레일리아의 테니스 선수이다. 플레이스타일은 오른손잡이, 양손 백핸드이다. 2015년에 프로로 데뷔했다.
시드니 태생으로 아버지는 우루과이 출신, 어머니는 스페인 출신이다.